# Special Tony Award
La catégorie Special Tony Award comprend le Lifetime Achievement Award et le Special Tony Award. Ce sont des prix honorifiques non compétitifs décernés lors de la cérémonie des Tony Awards, dont les intitulés ont changé au fil des ans. Le Tony Award for Lifetime Achievement in the Theatre permet « d'honorer une personne pour l'ensemble de son œuvre ». Le Tony Award du meilleur événement spécial théâtral (Tony Award for Best Special Theatrical Event) était un prix décerné de 2001 à 2009. 
Un autre prix non compétitif est le Tony Honors for Excellence in Theatre, pour « reconnaître les réalisations des individus et des organisations qui ne rentrent dans aucune des catégories en compétition ».

## Lauréats

### Années 1940
| Année                              | Lauréat                                      | Raison |
| ---------------------------------- | -------------------------------------------- | --- |
| 1947 1re cérémonie des Tony Awards | Dora Chamberlain                             | Une courtoisie sans faille en tant que trésorier du Martin Beck Theatre                                           |
| 1947 1re cérémonie des Tony Awards | Ira et Rita Katzenberg                       | L'enthousiasme en tant que premiers invétérés                                                                     |
| 1947 1re cérémonie des Tony Awards | Jules Leventhal                              | Bailleur de fonds et le producteur le plus prolifique de la saison                                                |
| 1947 1re cérémonie des Tony Awards | Burns Mantle                                 | La publication annuelle de The Ten Best Plays                                                                     |
| 1947 1re cérémonie des Tony Awards | P. A. MacDonald                              | Construction complexe pour la production de If the Shoe Fits                                                      |
| 1947 1re cérémonie des Tony Awards | Vincent Sardi                                | Fournir une maison de transition et une station de confort pour les amateurs de théâtre chez Sardi pendant 20 ans |
| 1948 2e cérémonie des Tony Awards  | Rosalind Gilder                              | Contribution au théâtre à travers une publication pour Theatre Arts Magazine                                      |
| 1948 2e cérémonie des Tony Awards  | Vera Allen                                   | Bénévole de l'aile distinguée pendant la guerre et après                                                          |
| 1948 2e cérémonie des Tony Awards  | Paul Beisman                                 | Opérateurs de théâtre progressif à l'opérateur du théâtre américain de Saint-Louis                                |
| 1948 2e cérémonie des Tony Awards  | Joe E. Brown                                 | Diffusion de Harvey dans le pays , tandis que les originaux se produisent à New York                              |
| 1948 2e cérémonie des Tony Awards  | Distribution de L'Importance d'être Constant | Entreprise étrangère exceptionnelle                                                                               |
| 1948 2e cérémonie des Tony Awards  | Robert W. Dowling                            | Opérateurs de théâtre progressif au président de City Investing Company, Saint-Louis                              |
| 1948 2e cérémonie des Tony Awards  | Experimental Theatre Inc.                    | Expérience en théâtre                                                                                             |
| 1948 2e cérémonie des Tony Awards  | June Lockhart                                | Performance exceptionnelle d'un nouveau venu pour For Love or Money                                               |
| 1948 2e cérémonie des Tony Awards  | Mary Martin                                  | Diffusion dans le pays d'Annie Get Your Gun, tandis que les originaux se produisent à New York                    |
| 1948 2e cérémonie des Tony Awards  | George Pierce                                | Vingt-cinq ans de service courtois et efficace en tant que portier dans les coulisses de l'Empire Theatre         |
| 1948 2e cérémonie des Tony Awards  | James Whitmore                               | Performance exceptionnelle d'un nouveau venu pour Command Decision                                                |
| 1949 3e cérémonie des Tony Awards  | NC                                           | NC |

### Années 1950
| Année                              | Lauréat                                        | Raison |
| ---------------------------------- | ---------------------------------------------- | --- |
| 1950 4e cérémonie des Tony Awards  | Maurice Evans                                  | Reconnaissance spéciale pour avoir guidé la City Centre Theatre Company à travers une saison très réussie                                                        |
| 1950 4e cérémonie des Tony Awards  | Philip Faversham                               | Représentant les travailleurs du programme hospitalier de l'American Theatre Wing qui avaient effectué un travail bénévole dans un hôpital en dehors de New York |
| 1950 4e cérémonie des Tony Awards  | Brock Pemberton (à titre posthume)             | Fondateur de awards et son président d'origine |
| 1951 5e cérémonie des Tony Awards  | Ruth Green                                     | Ses services en tant que bénévole dans l'organisation des réservations et des sièges pour les cinq Tony Awards                                                   |
| 1952 6e cérémonie des Tony Awards  | Charles Boyer                                  | Sa performance dans Don Juan in Hell, contribuant ainsi à une nouvelle tendance théâtrale                                                                        |
| 1952 6e cérémonie des Tony Awards  | Judy Garland                                   | Une contribution importante à la renaissance du vaudeville grâce à son récent passage au Palace Theatre.                                                         |
| 1952 6e cérémonie des Tony Awards  | Edward Kook                                    | Sa contribution et son encouragement au développement de l'éclairage de scène et de l'électronique                                                               |
| 1953 7e cérémonie des Tony Awards  | Danny Kaye                                     | En tête d'un projet de loi de variété au Palace Theatre. Théâtre communautaire Equity                                                                            |
| 1953 7e cérémonie des Tony Awards  | Beatrice Lillie                                | Sa performance dans An Evening with Beatrice Lillie |
| 1954 8e cérémonie des Tony Awards  | NC                                             | NC |
| 1955 9e cérémonie des Tony Awards  | Proscenium Productions                         | Présenté à Warren Enters, Robert Merriman et Sybil Trubin pour la haute qualité et les points de vue présentés dans The Way of the World et Thieves Carnival.    |
| 1956 10e cérémonie des Tony Awards | Fourth Street Chekov Theatre                   | Fourth Street Chekov Theatre |
| 1956 10e cérémonie des Tony Awards | City Center                                    | |
| 1956 10e cérémonie des Tony Awards | The New York Public Library Theatre Collection | Présenté au fondateur George Freedley pour son service distingué au théâtre                                                                                      |
| 1956 10e cérémonie des Tony Awards | The Shakespearewrights                         | |
| 1956 10e cérémonie des Tony Awards | The Threepenny Opera                           | Présenté à la productrice Carmen Capalbo pour sa production distinguée Off-Broadway                                                                              |
| 1957 11e cérémonie des Tony Awards | American Shakespeare Festival                  | American Shakespeare Festival |
| 1957 11e cérémonie des Tony Awards | Jean-Louis Barrault                            | |
| 1957 11e cérémonie des Tony Awards | Robert Russell Bennett                         | |
| 1957 11e cérémonie des Tony Awards | William Hammerstein                            | |
| 1957 11e cérémonie des Tony Awards | Joseph Harbuck                                 | Sa performance dans Auntie Mame |
| 1957 11e cérémonie des Tony Awards | Paul Shyre                                     | |
| 1958 12e cérémonie des Tony Awards | Ms. Martin Beck                                | Quinze ans de dévouement inlassable à l'American Theatre Wing, dont elle a été trésorière, secrétaire et présidente du conseil d'administration                  |
| 1958 12e cérémonie des Tony Awards | New York Shakespeare Festival                  | Présentation de spectacles gratuits à Central Park et au Hecksher Theater                                                                                        |
| 1959 13e cérémonie des Tony Awards | Russel Crouse et Howard Lindsay                | Une collaboration qui a duré plus longtemps que Gilbert et Sullivan                                                                                              |
| 1959 13e cérémonie des Tony Awards | John Gielgud                                   | Contribution au théâtre pour son extraordinaire perspicacité dans les écrits de Shakespeare, comme en témoigne sa pièce, Ages of Man                             |
| 1959 13e cérémonie des Tony Awards | Distribution de La Plume de ma tante           | Contribution au théâtre |

### Années 1960
| Année                              | Lauréat                                                   | Raison |
| ---------------------------------- | --------------------------------------------------------- | --- |
| 1960 14e cérémonie des Tony Awards | Burgess Meredith et James Thurber                         | Leur production de A Thurber Carnival |
| 1960 14e cérémonie des Tony Awards | John D. Rockefeller III                                   | Vision et leadership dans la création du Lincoln Center, un monument du théâtre englobant les arts de la scène                               |
| 1961 15e cérémonie des Tony Awards | David Merrick                                             | En reconnaissance d'un fabuleux record de production au cours des sept dernières années                                                      |
| 1961 15e cérémonie des Tony Awards | The Theatre Guild                                         | Organisation du premier répertoire à l'étranger pour le State Department                                                                     |
| 1962 16e cérémonie des Tony Awards | Brooks Atkinson                                           | Sa critique de théâtre influente dans The New York Times                                                                                     |
| 1962 16e cérémonie des Tony Awards | Richard Rodgers                                           | Tout ce qu'il a fait pour les jeunes au théâtre et pour sortir les hommes de l'orchestre de la fosse et les mettre sur scène dans No Strings |
| 1962 16e cérémonie des Tony Awards | Franco Zeffirelli                                         | Ses designs et la mise en scène de Roméo et Juliette au Théâtre Old Vic                                                                      |
| 1963 17e cérémonie des Tony Awards | Alan Bennett, Peter Cook, Jonathan Miller et Dudley Moore | Leur éclat dans Beyond the Fringe, qui a brisé tous les vieux concepts de la comédie                                                         |
| 1963 17e cérémonie des Tony Awards | Irving Berlin                                             | Sa contribution distinguée au théâtre musical pendant ces nombreuses années                                                                  |
| 1963 17e cérémonie des Tony Awards | W. McNeil Lowry                                           | Au nom de la Fondation Ford pour son soutien et son éminent soutien à l'American Theatre                                                     |
| 1964 18e cérémonie des Tony Awards | Eva Le Gallienne                                          | Célébrant ses 50 ans en tant qu'actrice, honorée pour son travail avec le National Repertory Theatre                                         |
| 1965 19e cérémonie des Tony Awards | Gilbert Miller                                            | Produire 88 pièces de théâtre et comédies musicales et pour sa persévérance qui a contribué à maintenir New York et le théâtre en vie        |
| 1965 19e cérémonie des Tony Awards | Oliver Smith                                              | |
| 1966 20e cérémonie des Tony Awards | Helen Menken                                              | Une vie de dévouement et de service consacrée au théâtre de Broadway                                                                         |
| 1967 21e cérémonie des Tony Awards | NC                                                        | NC |
| 1968 22e cérémonie des Tony Awards | APA-Phoenix Theatre                                       | APA-Phoenix Theatre |
| 1968 22e cérémonie des Tony Awards | Pearl Bailey                                              | |
| 1968 22e cérémonie des Tony Awards | Carol Channing                                            | |
| 1968 22e cérémonie des Tony Awards | Maurice Chevalier                                         | |
| 1968 22e cérémonie des Tony Awards | Marlene Dietrich                                          | |
| 1968 22e cérémonie des Tony Awards | Audrey Hepburn                                            | |
| 1968 22e cérémonie des Tony Awards | David Merrick                                             | |
| 1969 23e cérémonie des Tony Awards | Leonard Bernstein                                         | Leonard Bernstein |
| 1969 23e cérémonie des Tony Awards | Carol Burnett                                             | |
| 1969 23e cérémonie des Tony Awards | Rex Harrison                                              | |
| 1969 23e cérémonie des Tony Awards | Laurence Olivier et The National Theatre of England       | |
| 1969 23e cérémonie des Tony Awards | Negro Ensemble Company                                    | |

### Années 1970
| Année                              | Lauréat                                | Raison |
| ---------------------------------- | -------------------------------------- | --- |
| 1970 24e cérémonie des Tony Awards | Noël Coward                            | Contributions multiples et immortelles au théâtre                                                                                    |
| 1970 24e cérémonie des Tony Awards | Lynn Fontanne et Alfred Lunt           | |
| 1970 24e cérémonie des Tony Awards | New York Shakespeare Festival          | Efforts pionniers au nom de nouvelles pièces                                                                                         |
| 1970 24e cérémonie des Tony Awards | Barbra Streisand                       | Star de la décennie |
| 1971 25e cérémonie des Tony Awards | Ingram Ash                             | Des décennies de service dévoué au théâtre                                                                                           |
| 1971 25e cérémonie des Tony Awards | Elliot Norton                          | Commentaire théâtral distingué |
| 1971 25e cérémonie des Tony Awards | Playbill                               | Chronique de Broadway au fil des ans                                                                                                 |
| 1971 25e cérémonie des Tony Awards | Roger L. Stevens                       | |
| 1972 26e cérémonie des Tony Awards | Fiddler on the Roof                    | Présenté à Harold Prince pour la comédie musicale la plus ancienne de l'histoire de Broadway                                         |
| 1972 26e cérémonie des Tony Awards | Ethel Merman                           | |
| 1972 26e cérémonie des Tony Awards | Richard Rodgers                        | |
| 1972 26e cérémonie des Tony Awards | Theatre Guild-American Theatre Society | Ses nombreuses années au service du public pour les spectacles de tournée                                                            |
| 1973 27e cérémonie des Tony Awards | John Lindsay (maire de New York)       | John Lindsay (maire de New York) |
| 1973 27e cérémonie des Tony Awards | Shubert Organization                   | |
| 1973 27e cérémonie des Tony Awards | The Actor's Fund of America            | |
| 1974 28e cérémonie des Tony Awards | Actors' Equity Association             | Actors' Equity Association |
| 1974 28e cérémonie des Tony Awards | A Moon for the Misbegotten             | An outstanding dramatic revival of an American classic                                                                               |
| 1974 28e cérémonie des Tony Awards | Candide                                | An outstanding contribution to the artistic development of the musical theatre                                                       |
| 1974 28e cérémonie des Tony Awards | Peter Cook et Dudley Moore             | Co-stars et auteurs de Good Evening                                                                                                  |
| 1974 28e cérémonie des Tony Awards | Harold Friedlander                     | Theatre Award '74 |
| 1974 28e cérémonie des Tony Awards | Bette Midler                           | Adding lustre to the Broadway season                                                                                                 |
| 1974 28e cérémonie des Tony Awards | Liza Minnelli                          | Adding lustre to the Broadway season                                                                                                 |
| 1974 28e cérémonie des Tony Awards | The Theatre Development Fund           | |
| 1974 28e cérémonie des Tony Awards | John F. Wharton                        | Theatre Award '74 |
| 1975 29e cérémonie des Tony Awards | Al Hirschfeld                          | Cinquante ans de dessins animés théâtraux                                                                                            |
| 1976 30e cérémonie des Tony Awards | George Abbott                          | Lawrence Langner Award |
| 1976 30e cérémonie des Tony Awards | Richard Burton                         | |
| 1976 30e cérémonie des Tony Awards | Circle in the Square                   | Vingt-cinq années continues de productions de qualité                                                                                |
| 1976 30e cérémonie des Tony Awards | Thomas H. Fitzgerald (Posthumous)      | Éclairage dans d'innombrables spectacles de Broadway et de nombreuses émissions de Tony                                              |
| 1976 30e cérémonie des Tony Awards | Mathilde Pincus                        | Service exceptionnel au théâtre musical de Broadway                                                                                  |
| 1977 31e cérémonie des Tony Awards | Cheryl Crawford                        | Lawrence Langner Award |
| 1977 31e cérémonie des Tony Awards | Equity Liberty Theatre                 | |
| 1977 31e cérémonie des Tony Awards | Barry Manilow                          | |
| 1977 31e cérémonie des Tony Awards | National Theatre of the Deaf           | |
| 1977 31e cérémonie des Tony Awards | Diana Ross                             | |
| 1977 31e cérémonie des Tony Awards | Lily Tomlin                            | |
| 1978 32e cérémonie des Tony Awards | Irving Berlin                          | Distinguished Lifetime Achievement in the American Theatre                                                                           |
| 1978 32e cérémonie des Tony Awards | Stan Dragoti et Charles Moss           | Aux créateurs des tournées de spectacles I Love New York Broadway et à son sponsor, le Département du commerce de l'État de New York |
| 1979 33e cérémonie des Tony Awards | Walter F. Diehl                        | Être une force active dans l'avancement du bien-être du théâtre de Broadway et du théâtre à l'échelle nationale                      |
| 1979 33e cérémonie des Tony Awards | Eugene O'Neill Memorial Theater Center | |
| 1979 33e cérémonie des Tony Awards | Henry Fonda                            | |
| 1979 33e cérémonie des Tony Awards | Richard Rodgers                        | Distinguished Lifetime Achievement in the American Theatre                                                                           |

### Années 1980
| Année                              | Lauréat                            | Raison |
| ---------------------------------- | ---------------------------------- | --- |
| 1980 34e cérémonie des Tony Awards | Richard Fitzgerald                 | Installer le système infrarouge dans les théâtres de Broadway, apportant ainsi la compassion et le dévouement de rendre le théâtre pour les malentendants, gratifiant et agréable |
| 1980 34e cérémonie des Tony Awards | Goodspeed Musicals                 | |
| 1980 34e cérémonie des Tony Awards | Helen Hayes                        | Distinguished Lifetime Achievement in the American Theatre |
| 1980 34e cérémonie des Tony Awards | Mary Tyler Moore                   | Sa performance dans Whose Life Is It Anyway? |
| 1980 34e cérémonie des Tony Awards | Hobe Morrison                      | Theatre Award '80 |
| 1981 35e cérémonie des Tony Awards | Lena Horne                         | Sa performance dans Lena Horne: The Lady and Her Music |
| 1982 36e cérémonie des Tony Awards | Radio City Music Hall              | Theatre Award '82 |
| 1982 36e cérémonie des Tony Awards | The Actors' Fund of America        | |
| 1982 36e cérémonie des Tony Awards | Warner Communications              | Theatre Award '82 |
| 1983 37e cérémonie des Tony Awards | NC                                 | NC |
| 1984 38e cérémonie des Tony Awards | A Chorus Line                      | En l'honneur la comédie musicale la plus ancienne de Broadway |
| 1984 38e cérémonie des Tony Awards | Peter Feller                       | Un maître artisan qui a consacré quarante ans à la scénographie et à la magie du théâtre                                                                                          |
| 1984 38e cérémonie des Tony Awards | La Tragedie de Carmen              | Réalisation exceptionnelle dans le théâtre musical |
| 1985 39e cérémonie des Tony Awards | Yul Brynner                        | Hommage à ses 4 525 performances dans The King and I |
| 1985 39e cérémonie des Tony Awards | New York State Council on the Arts | |
| 1986 40e cérémonie des Tony Awards | NC                                 | NC |
| 1987 41e cérémonie des Tony Awards | George Abbott                      | A l'occasion de son 100e anniversaire |
| 1987 41e cérémonie des Tony Awards | Jackie Mason                       | Sa performance dans The World According to Me |
| 1988 42e cérémonie des Tony Awards | Brooklyn Academy of Music          | Brooklyn Academy of Music |
| 1989 43e cérémonie des Tony Awards | NC                                 | NC |

### Années 1990
| Année                              | Lauréat                         | Raison                                                   |
| ---------------------------------- | ------------------------------- | -------------------------------------------------------- |
| 1990 – 1992                        | NC                              | NC                                                       |
| 1993 47e cérémonie des Tony Awards | Oklahoma!                       | Leur 50e anniversaire                                    |
| 1994 48e cérémonie des Tony Awards | Hume Cronyn et Jessica Tandy    | Lifetime Achievement                                     |
| 1995 49e cérémonie des Tony Awards | Carol Channing                  | Lifetime Achievement                                     |
| 1995 49e cérémonie des Tony Awards | National Endowment for the Arts | Tony Honor                                               |
| 1995 49e cérémonie des Tony Awards | Harvey Sabinson                 | Accomplissement de toute une vie après 50 ans au théâtre |
| 1996 50e cérémonie des Tony Awards | NC                              | NC                                                       |
| 1997 51e cérémonie des Tony Awards | Bernard B. Jacobs               | Lifetime Achievement                                     |
| 1998 52e cérémonie des Tony Awards | Edward E. Colton                | Lifetime Achievement                                     |
| 1998 52e cérémonie des Tony Awards | Ben Edwards                     | Lifetime Achievement                                     |
| 1999 53e cérémonie des Tony Awards | Uta Hagen                       | Lifetime Achievement                                     |
| 1999 53e cérémonie des Tony Awards | Arthur Miller                   | Lifetime Achievement                                     |
| 1999 53e cérémonie des Tony Awards | Isabelle Stevenson              | Lifetime Achievement                                     |

### Années 2000
| Année                              | Lauréat                                     | Raison                                                             |
| ---------------------------------- | ------------------------------------------- | ------------------------------------------------------------------ |
| 2000 54e cérémonie des Tony Awards | Dame Edna: The Royal Tour                   | Présentation théâtrale en direct                                   |
| 2000 54e cérémonie des Tony Awards | T. Edward Hambleton                         | Lifetime Achievement                                               |
| 2001 55e cérémonie des Tony Awards | Paul Gemignani                              | Lifetime Achievement                                               |
| 2002 56e cérémonie des Tony Awards | Julie Harris                                | Lifetime Achievement in the Theatre                                |
| 2002 56e cérémonie des Tony Awards | Robert Whitehead (producteur de theatre)    | Lifetime Achievement in the Theatre                                |
| 2003 57e cérémonie des Tony Awards | Cy Feuer                                    | Lifetime Achievement in the Theatre                                |
| 2003 57e cérémonie des Tony Awards | Russell Simmons' Def Poetry Jam on Broadway | Special Theatrical Event (Competitive)                             |
| 2004 58e cérémonie des Tony Awards | James M. Nederlander                        | Lifetime Achievement in the Theatre                                |
| 2005 59e cérémonie des Tony Awards | Edward Albee                                | Lifetime Achievement in the Theatre                                |
| 2006 60e cérémonie des Tony Awards | Sarah Jones                                 | Sa performance dans Bridge and Tunnel                              |
| 2006 60e cérémonie des Tony Awards | Harold Prince                               | Lifetime Achievement in the Theatre                                |
| 2007 61e cérémonie des Tony Awards | NC                                          | NC                                                                 |
| 2008 62e cérémonie des Tony Awards | Robert Russell Bennett                      | En reconnaissance de sa contribution au domaine des orchestrations |
| 2008 62e cérémonie des Tony Awards | Stephen Sondheim                            | Lifetime Achievement in the Theatre                                |
| 2009 63e cérémonie des Tony Awards | Jerry Herman                                | Lifetime Achievement in the Theatre                                |

### Années 2010
| Année                              | Lauréat                                      | Raison                              |
| ---------------------------------- | -------------------------------------------- | ----------------------------------- |
| 2010 64e cérémonie des Tony Awards | Alan Ayckbourn                               | Lifetime Achievement in the Theatre |
| 2010 64e cérémonie des Tony Awards | Marian Seldes                                | Lifetime Achievement in the Theatre |
| 2011 65e cérémonie des Tony Awards | Athol Fugard                                 | Lifetime Achievement in the Theatre |
| 2011 65e cérémonie des Tony Awards | Philip J. Smith                              | Lifetime Achievement in the Theatre |
| 2012 66e cérémonie des Tony Awards | Actors' Equity Association                   | Actors' Equity Association          |
| 2012 66e cérémonie des Tony Awards | Hugh Jackman                                 |                                     |
| 2013 67e cérémonie des Tony Awards | Bernard "Bernie" Gersten                     | Bernard "Bernie" Gersten            |
| 2013 67e cérémonie des Tony Awards | Ming Cho Lee                                 |                                     |
| 2013 67e cérémonie des Tony Awards | Paul Libin                                   |                                     |
| 2014 68e cérémonie des Tony Awards | Jane Greenwood                               | Lifetime Achievement in the Theatre |
| 2015 69e cérémonie des Tony Awards | John Cameron Mitchell                        | John Cameron Mitchell               |
| 2015 69e cérémonie des Tony Awards | Tommy Tune                                   | Lifetime Achievement in the Theatre |
| 2016 70e cérémonie des Tony Awards | Sheldon Harnick                              | Lifetime Achievement in the Theatre |
| 2016 70e cérémonie des Tony Awards | Marshall W. Mason                            | Lifetime Achievement in the Theatre |
| 2016 70e cérémonie des Tony Awards | National Endowment for the Arts              |                                     |
| 2016 70e cérémonie des Tony Awards | Miles Wilkin                                 |                                     |
| 2017 71e cérémonie des Tony Awards | James Earl Jones                             | Lifetime Achievement in the Theatre |
| 2018 72e cérémonie des Tony Awards | Andrew Lloyd Webber                          | Lifetime Achievement in the Theatre |
| 2018 72e cérémonie des Tony Awards | Chita Rivera                                 | Lifetime Achievement in the Theatre |
| 2018 72e cérémonie des Tony Awards | John Leguizamo                               |                                     |
| 2018 72e cérémonie des Tony Awards | Bruce Springsteen                            |                                     |
| 2019 73e cérémonie des Tony Awards | Rosemary Harris                              | Lifetime Achievement in the Theatre |
| 2019 73e cérémonie des Tony Awards | Terrence McNally                             | Lifetime Achievement in the Theatre |
| 2019 73e cérémonie des Tony Awards | Harold Wheeler                               | Lifetime Achievement in the Theatre |
| 2019 73e cérémonie des Tony Awards | Marin Mazzie                                 |                                     |
| 2019 73e cérémonie des Tony Awards | Jason Michael Webb                           |                                     |
| 2019 73e cérémonie des Tony Awards | Sonny Tilders et Creature Technology Company |                                     |

### Années 2020
| Année                              | Lauréat | Raison                                                                      |
| ---------------------------------- | --- | --------------------------------------------------------------------------- |
| 2020 74e cérémonie des Tony Awards | Graciela Daniele | Lifetime Achievement in the Theatre                                         |
| 2020 74e cérémonie des Tony Awards | The Broadway Advocacy Coalition |                                                                             |
| 2020 74e cérémonie des Tony Awards | American Utopia de David Byrne |                                                                             |
| 2020 74e cérémonie des Tony Awards | Freestyle Love Supreme |                                                                             |
| 2022 75e cérémonie des Tony Awards | Angela Lansbury | Lifetime Achievement in the Theatre                                         |
| 2022 75e cérémonie des Tony Awards | James C. Nicola |                                                                             |
| 2023 76e cérémonie des Tony Awards | Joel Grey |                                                                             |
| 2023 76e cérémonie des Tony Awards | John Kander |                                                                             |
| 2024 77e cérémonie des Tony Awards | Alex Edelman | "Exemplary debut" pour Just for Us                                          |
| 2024 77e cérémonie des Tony Awards | Abe Jacob | Modern theatrical sound design                                              |
| 2024 77e cérémonie des Tony Awards | Nikiya Mathis | Création des perruques de Jaja's African Hair Braiding                      |
| 2024 77e cérémonie des Tony Awards | Jack O'Brien | Lifetime Achievement in the Theatre                                         |
| 2024 77e cérémonie des Tony Awards | George C. Wolfe | Lifetime Achievement in the Theatre                                         |
| 2025 78e cérémonie des Tony Awards | Harvey Fierstein | Lifetime Achievement in the Theatre                                         |
| 2025 78e cérémonie des Tony Awards | Marco Paguia, David Oquendo, Renesito Avich, Gustavo Schartz, Javier Días, Román Diaz, Mauricio Herrera, Jesus Ricardo, Eddie Venegas, Hery Paz et Leonardo Reyna | Musiciens qui composent le groupe du Buena Vista Social Club                |
| 2025 78e cérémonie des Tony Awards | Jamie Harrison, Chris Fisher, Gary Beestone et Edward Pierce | Les illusions et les effets techniques de Stranger Things: The First Shadow |